# Meridià 23 a l'est
El meridià 23 a l'est de Greenwich és una línia de longitud que s'estén des del pol Nord a través de l'oceà Àrtic, Europa, l'Àfrica, l'oceà Atlàntic, l'oceà Antàrtic i Antàrtida al pol Sud.
El meridià 23 a l'est forma un cercle màxim amb el meridià 157 a l'oest.
Com tot els altres meridians, la seva longitud correspon a una semicircumferència terrestre, són 20.003,932 km. Al nivell de l'equador, la seva distància del meridià de Greenwich és de 2.560 km.

## De Pol a Pol
Des del pol Nord i dirigint-se cap al sud fins al pol Sud, el meridià 23 a l'est passa per:
| Coordenades                             | País, territori o mar    | Notes                                                                                             |
| --------------------------------------- | ------------------------ | ------------------------------------------------------------------------------------------------- |
| 90° 0′ N, 23° 0′ E / 90.000°N,23.000°E  | Oceà Àrtic               |                                                                                                   |
| 80° 27′ N, 23° 0′ E / 80.450°N,23.000°E | Noruega                  | Illes de Nordaustlandet i Spitsbergen, Svalbard                                                   |
| 79° 16′ N, 23° 0′ E / 79.267°N,23.000°E | Mar de Barents           |                                                                                                   |
| 78° 13′ N, 23° 0′ E / 78.217°N,23.000°E | Noruega                  | Illa d'Edgeøya, Svalbard                                                                          |
| 77° 18′ N, 23° 0′ E / 77.300°N,23.000°E | Mar de Barents           |                                                                                                   |
| 72° 25′ N, 23° 0′ E / 72.417°N,23.000°E | Oceà Atlàntic            | Mar de Noruega                                                                                    |
| 70° 51′ N, 23° 0′ E / 70.850°N,23.000°E | Noruega                  | Illes de Sørøya, Seiland, Stjernøya i terra ferma                                                 |
| 68° 42′ N, 23° 0′ E / 68.700°N,23.000°E | Finlàndia                |                                                                                                   |
| 68° 19′ N, 23° 0′ E / 68.317°N,23.000°E | Suècia                   |                                                                                                   |
| 65° 45′ N, 23° 0′ E / 65.750°N,23.000°E | Mar Bàltic               | Golf de Bòtnia                                                                                    |
| 63° 49′ N, 23° 0′ E / 63.817°N,23.000°E | Finlàndia                |                                                                                                   |
| 59° 50′ N, 23° 0′ E / 59.833°N,23.000°E | Mar Bàltic               |                                                                                                   |
| 58° 55′ N, 23° 0′ E / 58.917°N,23.000°E | Estònia                  | Illa de Hiiumaa                                                                                   |
| 58° 50′ N, 23° 0′ E / 58.833°N,23.000°E | Mar Bàltic               | Badia de Kassaare                                                                                 |
| 58° 36′ N, 23° 0′ E / 58.600°N,23.000°E | Estònia                  | Illa de Saaremaa                                                                                  |
| 58° 21′ N, 23° 0′ E / 58.350°N,23.000°E | Mar Bàltic               | Golf de Riga - passa just a l'oest de l'illa de Ruhnu, Estònia                                    |
| 57° 24′ N, 23° 0′ E / 57.400°N,23.000°E | Letònia                  |                                                                                                   |
| 56° 24′ N, 23° 0′ E / 56.400°N,23.000°E | Lituània                 |                                                                                                   |
| 54° 22′ N, 23° 0′ E / 54.367°N,23.000°E | Polònia                  |                                                                                                   |
| 49° 51′ N, 23° 0′ E / 49.850°N,23.000°E | Ucraïna                  | Província de Lviv — passa just a l'oest de Sambir Transcarpàcia — passa just a l'est de Mukacheve |
| 48° 0′ N, 23° 0′ E / 48.000°N,23.000°E  | Romania                  |                                                                                                   |
| 44° 6′ N, 23° 0′ E / 44.100°N,23.000°E  | Bulgària                 | Per uns 9 km                                                                                      |
| 44° 1′ N, 23° 0′ E / 44.017°N,23.000°E  | Romania                  |                                                                                                   |
| 43° 49′ N, 23° 0′ E / 43.817°N,23.000°E | Bulgària                 |                                                                                                   |
| 43° 12′ N, 23° 0′ E / 43.200°N,23.000°E | Sèrbia                   | Per uns 7 km – el punt més oriental del país                                                      |
| 43° 9′ N, 23° 0′ E / 43.150°N,23.000°E  | Bulgària                 |                                                                                                   |
| 41° 47′ N, 23° 0′ E / 41.783°N,23.000°E | Macedònia del Nord       | Per uns 10 km - el punt més oriental del país                                                     |
| 41° 41′ N, 23° 0′ E / 41.683°N,23.000°E | Bulgària                 |                                                                                                   |
| 41° 20′ N, 23° 0′ E / 41.333°N,23.000°E | Grècia                   |                                                                                                   |
| 40° 22′ N, 23° 0′ E / 40.367°N,23.000°E | Mar Mediterrània         | Mar Egeu                                                                                          |
| 39° 33′ N, 23° 0′ E / 39.550°N,23.000°E | Grècia                   |                                                                                                   |
| 39° 21′ N, 23° 0′ E / 39.350°N,23.000°E | Mar Mediterrània         | Golf Pagasètic, Mar Egeu                                                                          |
| 39° 1′ N, 23° 0′ E / 39.017°N,23.000°E  | Grècia                   | Terra ferma i l'illa d'Eubea                                                                      |
| 38° 53′ N, 23° 0′ E / 38.883°N,23.000°E | Mar Mediterrània         | Estret d'Eurip, Mar Egeu                                                                          |
| 38° 45′ N, 23° 0′ E / 38.750°N,23.000°E | Grècia                   |                                                                                                   |
| 38° 13′ N, 23° 0′ E / 38.217°N,23.000°E | Golf d'Alciònides        |                                                                                                   |
| 38° 4′ N, 23° 0′ E / 38.067°N,23.000°E  | Grècia                   | Peloponès                                                                                         |
| 37° 29′ N, 23° 0′ E / 37.483°N,23.000°E | Mar Mediterrània         | Golf Argòlid, Mar Egeu                                                                            |
| 37° 2′ N, 23° 0′ E / 37.033°N,23.000°E  | Grècia                   | Peloponès                                                                                         |
| 36° 31′ N, 23° 0′ E / 36.517°N,23.000°E | Mar Mediterrània         |                                                                                                   |
| 36° 19′ N, 23° 0′ E / 36.317°N,23.000°E | Grècia                   | Illa de Kythira                                                                                   |
| 36° 9′ N, 23° 0′ E / 36.150°N,23.000°E  | Mar Mediterrània         |                                                                                                   |
| 32° 39′ N, 23° 0′ E / 32.650°N,23.000°E | Líbia                    |                                                                                                   |
| 20° 1′ N, 23° 0′ E / 20.017°N,23.000°E  | Txad                     |                                                                                                   |
| 15° 35′ N, 23° 0′ E / 15.583°N,23.000°E | Sudan                    |                                                                                                   |
| 10° 43′ N, 23° 0′ E / 10.717°N,23.000°E | República Centreafricana |                                                                                                   |
| 4° 47′ N, 23° 0′ E / 4.783°N,23.000°E   | R.D. del Congo           |                                                                                                   |
| 11° 6′ S, 23° 0′ E / 11.100°S,23.000°E  | Angola                   |                                                                                                   |
| 13° 0′ S, 23° 0′ E / 13.000°S,23.000°E  | Zàmbia                   |                                                                                                   |
| 17° 17′ S, 23° 0′ E / 17.283°S,23.000°E | Angola                   |                                                                                                   |
| 17° 43′ S, 23° 0′ E / 17.717°S,23.000°E | Namíbia                  | Caprivi Oriental                                                                                  |
| 18° 1′ S, 23° 0′ E / 18.017°S,23.000°E  | Botswana                 |                                                                                                   |
| 25° 20′ S, 23° 0′ E / 25.333°S,23.000°E | Sud-àfrica               | Nord Oest Cap Septentrional Cap Occidental Cap Oriental Cap Occidental                            |
| 34° 4′ S, 23° 0′ E / 34.067°S,23.000°E  | Oceà Índic               |                                                                                                   |
| 60° 0′ S, 23° 0′ E / 60.000°S,23.000°E  | Oceà Antàrtic            |                                                                                                   |
| 70° 6′ S, 23° 0′ E / 70.100°S,23.000°E  | Antàrtida                | Terra de la Reina Maud, reclamada Noruega                                                         |